# 角館バイパス
角館バイパス（かくのだてバイパス）は、秋田県仙北市田沢湖小松から同市角館町西長野に至る国道46号のバイパス道路である。地域高規格道路「盛岡秋田道路」の一部を構成し、全線が自動車専用道路に指定されている。

## 概要

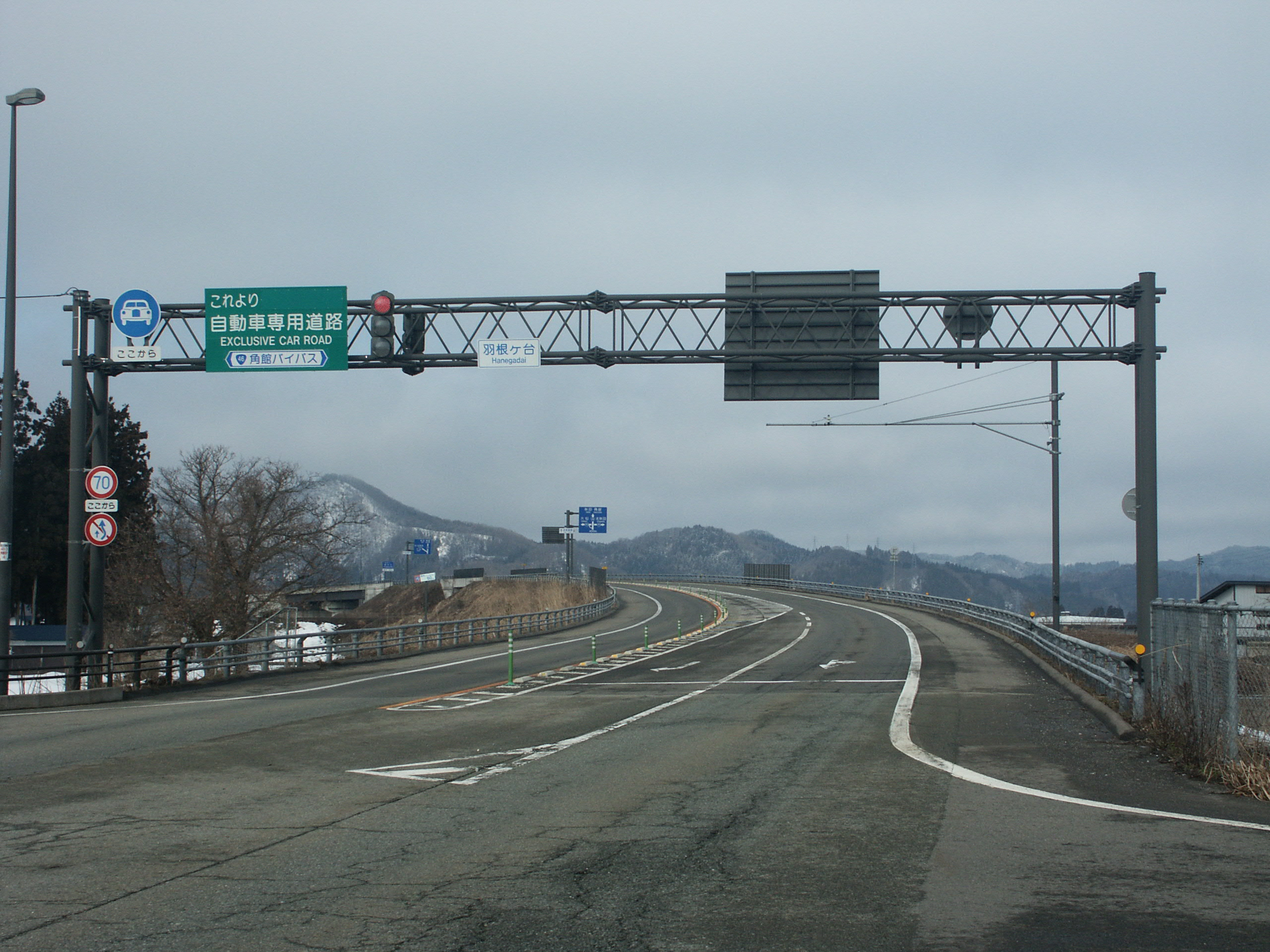
秋田県仙北市羽根ヶ台交差点付近

旧道沿線は東北の小京都と呼称される観光地である角館が控え、角館さくら祭りを中心とした観光客の集中や、最大6 %の勾配や最小半径100メートル (m) の急曲線といった道路環境、冬期の積雪といった地域事情によって生活道路としての機能に問題が生じていた。そこで、国土交通省は1997年（平成9年）4月に事業化し、2001年（平成13年）2月の事業着手を経て、2007年（平成19年）8月4日に起点側の2.6キロメートル (km) を供用開始。以来順次建設を進め、2013年（平成25年）3月17日に全線が暫定2車線で全線開通した。

### 路線データ
路線要目は次のとおりであるが、公式サイトと秋田県道路交通法とでは起点の住所が異なる。
- 起点：秋田県仙北市田沢湖小松字羽根ヶ台[1] / 仙北市田沢湖小松字二枚橋126番1地先[8]
- 終点：秋田県仙北市角館町西長野字月見堂74番1地先[1][8]
- 路線延長：6.1 km[1]
- 道路規格：第3種第1級[1]
- 設計速度：80 km/h[1]
- 車線数：暫定2車線（完成4車線）[1]

この道路は道路規格が第3種第1級であるが、自動車専用道路に指定されている全国的に稀な路線である（他の例としては茨城県の常陸那珂有料道路、山梨県の甲府山梨道路などがある）。

## 歴史
- 2007年（平成19年）8月4日
第1工区、仙北市田沢湖羽根ヶ台から同市角館町小勝田までの2.6 kmを暫定2車線で供用開始[6]。
- 2010年（平成22年）7月31日
第2-1工区、仙北市角館町小勝田から同市角館町雲然の2.0 kmが暫定2車線で供用開始[6]。
- 2013年（平成25年）3月17日
第2-2工区、仙北市角館町雲然から同市角館町西長野の1.5kmが暫定2車線で供用開始し、全線開通[7][9][10]

## 地理

### 通過する自治体
- 秋田県
仙北市

### 交差する道路
- 国道105号
- 秋田県道250号日三市角館線